# Edmund Calamy l'Ancien
Edmond Calamy (février 1600 - 29 octobre 1666) est un chef d'église presbytérienne anglaise et théologien. Connu sous le nom de "l'aîné", il est le premier de quatre générations de ministres non conformistes portant le même nom.

## Jeunesse
La famille Calamy prétend être d'origine huguenote. Edmund Calamy est né dans la paroisse de St Thomas the Apostle, à Londres, et fait ses études à la Merchant Taylors' School puis au Pembroke College, à Cambridge, où son opposition à l'arminianisme l'exclut d'une bourse. Nicholas Felton, évêque d'Ely, en fait néanmoins son aumônier et lui donne la cure de St Mary, Swaffham Prior, qu'il occupe jusqu'en 1626 .
Il part ensuite à Bury St Edmunds, où il donne des conférences pendant dix ans, le futur congrégationaliste Jeremiah Burroughs est alors un autre prédicateur de la ville . Il prend sa retraite lorsque son évêque Matthew Wren insiste sur le respect de certains articles cérémoniels : Calamy refuse de lire le Livre des Sports dans son église . En 1636, il est nommé recteur (ou peut-être seulement conférencier) de Rochford dans l'Essex, mais doit partir pour des raisons de santé. En 1639, il est élu à la cure perpétuelle de St Mary Aldermanbury à Londres, où il a un large public .

## Activiste presbytérien
Lors de l'ouverture du Long Parlement, il se distingue dans la défense de la politique presbytérienne, en contribuant à l'œuvre conjointe de conciliation connue sous le nom de Smectymnuus. Il argumente contre la présentation de l'épiscopat par l'évêque Joseph Hall (évêque) (en), tout en articulant les positions presbytériennes. Les initiales des noms des contributeurs forment le nom sous lequel il est publié, à savoir, Stephen Marshall (SM), Edmund Calamy (EC), Thomas Young (TY), Matthew Newcomen (MN) et William Spurstow (WS, alors souvent écrit VVS équivalent à UUS) . Il s'agit de dirigeants cléricaux du mouvement presbytérien au sein de l'Église d'Angleterre. À la même époque, Calamy est un prédicateur évangélique influent, appelant en décembre 1641 à un ministère de prédication dans toute l'Angleterre .
Calamy est un membre actif de l'Assemblée des théologiens de Westminster, créée en 1643 . Cette année-là, il édite la Bible de poche de Souldier, une anthologie biblique populaire conçue pour les forces militaires parlementaires .
Les Smectymnuans sont contre la tolérance religieuse et Calamy préconise fortement de contrôler les penseurs religieux indépendants en 1644, attirant des alliés tels que Lazarus Seaman (en) . Refusant d'avancer vers le congrégationalisme, il trouve dans le presbytérianisme une voie médiane qui convient mieux à ses vues sur la théologie et le gouvernement de l'Église . Calamy appartient au groupe hypothétique des universalistes de l'Assemblée, ceux influencés par John Davenant ou sa lecture du synode de Dort. Richard Baxter rapporte que Calamy, Lazarus, Richard Vines et John Arrowsmith ne sont pas hostiles à la rédemption universelle .
En 1647, il travaille au Catéchisme de l'Assemblée . En 1648, il prêche à St Benet Fink, pour trouver une atmosphère contradictoire dans laquelle le baptiste Edward Barber a été invité à le contredire .
Il s'oppose à l'exécution du roi Charles Ier et vit tranquillement sous le Commonwealth. Interrogé par Oliver Cromwell sur la dissolution du Parlement croupion et l'établissement d'un protectorat, il répond que neuf sur dix s'y opposeraient .

## Après la restauration
Il est assidu à promouvoir le retour de Charles II d'Angleterre, voyageant aux Pays-Bas comme l'un des négociateurs . Après la Restauration en 1660, il se voit offrir l'évêché de Coventry et Lichfield, mais le décline . Les presbytériens l'ont averti que sa réputation et son honneur souffriraient s'il acceptait, et il essaie de coordonner un refus avec Richard Baxter, dans la même position .
Il est nommé aumônier de Charles et tente vainement d'obtenir la ratification légale de la déclaration de Charles du 25 octobre 1660. Il est expulsé pour non-conformité lors de la grande éjection de 1662 et est tellement affecté par la vue de la dévastation causée par le grand incendie de Londres qu'il est mort peu de temps après. Il est enterré dans les ruines de son église, près de l'endroit où s'élevait la chaire .

## Œuvres
Ses publications sont presque entièrement des sermons .
- The Art of Divine Meditation (Londres : pour Tho. Parkhurst, 1634) – pas des sermons.
- Une réponse à un livre intitulé, An Humble Remonstrance (1641) en tant que membre de Smectymnuus
- Gods Free Mercy à l'Angleterre (1642)
- Miroir d'Angleterre (1642)
- Bible de poche de Souldier (1643), éditeur ( réimpression de 1895 )
- Jus Divinum Ministerii Evangelici (1654)
- L'arche de l'homme pieux (1658)

## Calamy le Jeune
Son fils aîné s'appelle aussi Edmund Calamy, dit « le Jeune ». Calamy le Jeune suit un chemin religieux similaire à celui de son père et perd le presbytère de Moreton (Essex) lors de la grande éjection de 1662. Il est d'une disposition retirée et d'opinions modérées, et meurt en 1685. Il est le père de l'historien Edmund Calamy (historien) (en).